# Friedrich Kraus (peintre)
Ne pas confondre avec Fritz Halberg-Krauss (1874-1951).
Pour les articles homonymes, voir Friedrich Kraus.
Friedrich Kraus, né le 27 mai 1826 au domaine de Krottingen près de Memel et mort le 28 septembre 1894 à Berlin, est un peintre allemand. 

## Biographie
Friedrich Kraus naît le 27 mai 1826 au domaine de Krottingen près de Memel,.
Il fréquente le gymnasium de Königsberg et commence vers ses 19 ans ses études artistiques à l'académie de cette ville, auprès de Ludwig Rosenfelder. Plus tard, il étudie à Berlin. Il poursuit auprès de Thomas Couture lors d'un séjour de 1852 à 1854 à Paris et passe un an à Rome, puis s'installe à Berlin. Il devient membre de l'académie de cette ville en 1855 et reçoit une médaille d'or en 1886. 
Il décrit de préférence dans des tableaux de genre la vie des classes supérieures de son époque, notamment celle des dames. Ses tableaux sont psychologiquement fins et aimables et, en fonction du sujet, tantôt plus larges et plus forts, tantôt d'une propreté élégante. Ses œuvres les plus connues sont : die neue Robe, Stadtneuigkeiten, Besuch des Bürgermeisters Six bei Rembrandt, Tizian und seine Geliebte, die Morgenvisite, die Wochenstube, im Boudoir, die erwachende Bacchantin. Il peint également de nombreux portraits de facture distinguée (le comte et la comtesse Lehndorff). Il est élu membre de l'Académie en 1885.
Friedrich Kraus meurt le 28 septembre 1894 à Berlin.